# Maro Joković
Maro Joković (Dubrovnik, 1987. október 1. –) olimpiai- (2012), világ- (2007) és Európa-bajnok (2010) horvát válogatott vízilabdázó.
2020 nyarától az olasz Brescia játékosa lett.